# 谢伊·柯罗姆拉宫

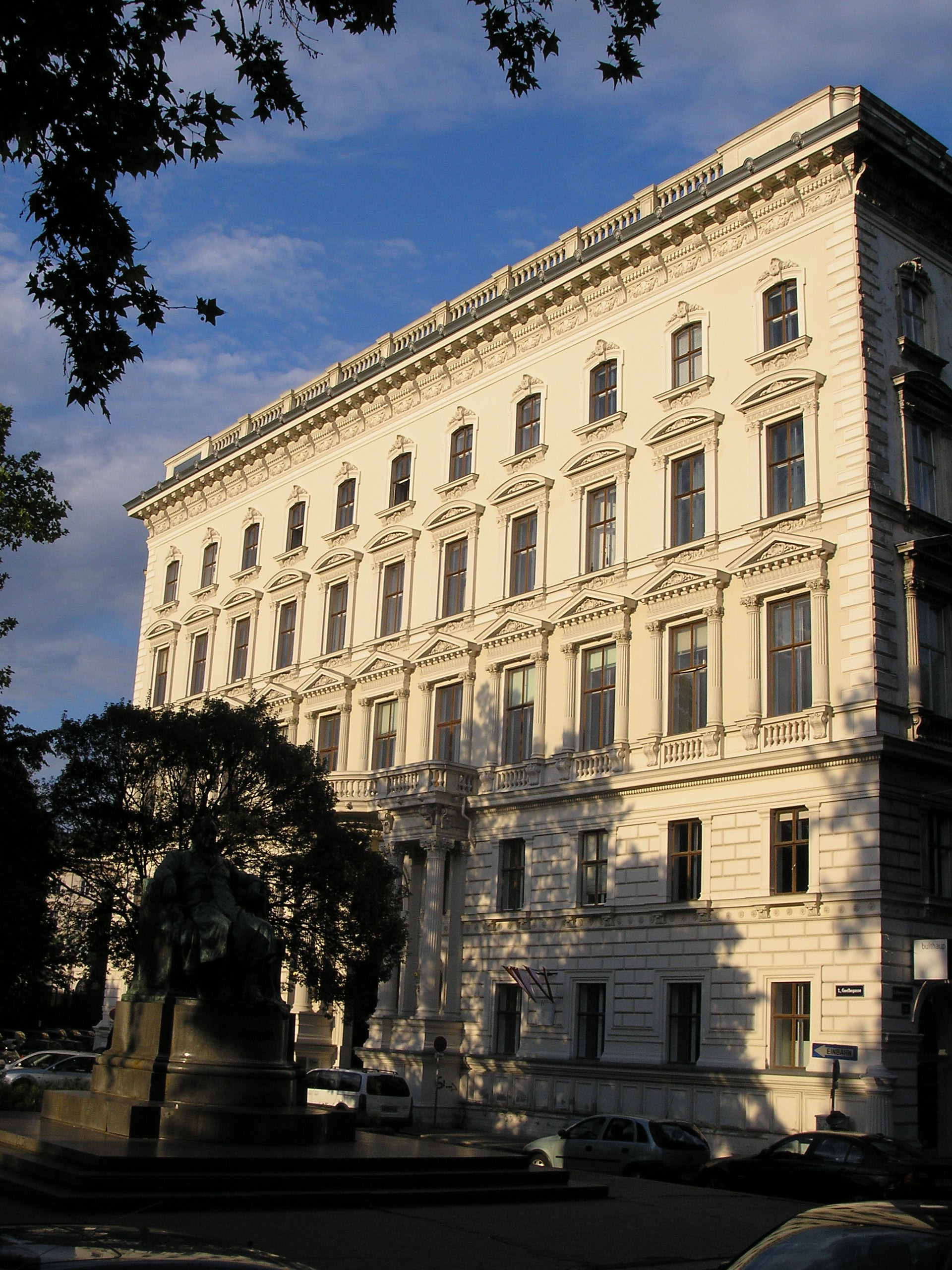
谢伊·柯罗姆拉宫

谢伊·柯罗姆拉宫（Palais Schey von Koromla）是奥地利 维也纳戒指路上的一座历史建筑，由犹太银行家弗雷德里西·谢伊·柯罗姆拉建造于19世纪。
该建筑在纳粹时期和第二次世界大战中幸存下来。
该建筑是电视片《戒指路宫殿》的拍摄地。